# Suahelisperling
Der Suahelisperling (Passer suahelicus) ist eine Vogelart aus der Familie der Sperlinge, die nur in einer kleinen Region im Osten Afrikas vorkommt. Die IUCN stuft die Art als nicht gefährdet (least concern) ein.

## Erscheinungsbild
Der Suahelisperling erreicht eine Körperlänge von 16 Zentimetern. Die Flügellänge beträgt 8,4 bis 9,1 Zentimeter, der Schwanz misst zwischen 6,4 und 6,7 Zentimeter. Er wiegt rund 20 Gramm. Es besteht kein auffälliger Sexualdimorphismus.
Der Oberkopf, die Halsseiten und der obere Mantel sind graubraun, auf dem Mantel geht diese Gefiederfarbe in ein mattes Braun über. Der Rücken, der Bürzel und die Oberschwanzdecken sind zimtfarben, die Steuerfedern sind dunkelbraun mit feinen rotbraunen Säumen. Die Region zwischen dem Schnabel und den Augen ist dunkel graubraun und hellt in der Region der Ohrdecken etwas auf. Die Körperunterseite ist hell gelbbraun. Kehle, Bauch und Unterschwanzdecken sind etwas heller als die übrige Körperunterseite. Der Schnabel ist dunkel bis dunkel hornfarben, die Augen sind hellbraun, die Beine dunkel fleischfarben. Jungvögel ähneln den adulten Vögeln.

## Verwechslungsmöglichkeiten
Das Verbreitungsgebiet des Suahelisperlings grenzt im Norden an das des Papageischnabelsperlings an. Der Suahelisperling ist kleiner und hat einen zierlicheren Schnabel als diese Passer-Art. Der in Afrika sehr häufige Graukopfsperling kommt im gesamten Verbreitungsgebiet des Suahelisperlings vor. Zwischen den beiden Arten besteht kein Größenunterschied, der Graukopfsperling ist auf der Körperoberseite dunkler und weist einen rotbraunen Bürzel auf.  

## Verbreitungsgebiet
Das Verbreitungsgebiet des Suahelisperlings erstreckt sich im Südwesten Kenias von der Karungu Bay und dem Lake Elmenteita in südlicher Richtung über den Bezirk Narok und die Masai Mara bis zum Bezirk Taveta und bis zur Grenze Tansanias. In Tansania erstreckt sich das Verbreitungsgebiet vom südlichen Ende des Viktoriasees über die Serengeti bis nach Rukwa und zur Usangu-Ebene.

## Lebensraum und Lebensweise
Der Suahelisperling kommt in Höhenlagen zwischen 1000 und 2000 Metern überwiegend auf Grasland mit vereinzelten Sträuchern vor. Er besiedelt aber auch schüttere Wälder sowie den Randbereich von Kulturland und Dörfern und hält sich häufiger als der Papageischnabelsperling in der Nähe von Siedlungen auf. Er ist ein Standvogel, während der Regenzeit kommt es jedoch zu einigen lokalen Wanderungen. Seine Nahrung besteht überwiegend aus verschiedenen Samen. In der Nähe von Lodges und Gästehäusern der Wildreservate sucht er gelegentlich auch nach Brotkrumen und ähnlichen Nahrungsresten. 
Das Nest ist ein Kugelnest mit einem seitlichen Eingang. Es wird meist in Baumhöhlen oder in Hohlräumen von Gebäuden errichtet. Er nutzt sehr regelmäßig auch alte, aufgegebene Schwalbennester für sein Brutgeschäft. Er wurde aber auch bereits dabei beobachtet, wie er fast flügge Nestlinge der Maidschwalbe (Cecropis abyssinica) aus dem Nest auf den Boden warf und sie dort mit Schnabelhieben tötete.
Über die Fortpflanzungsbiologie des Suahelisperlings ist ansonsten nur sehr wenig bekannt. Die Fortpflanzungszeit fällt in Kenia in den Januar sowie den Zeitraum April bis Mai. In Tansania brütet er von Januar bis März und ein weiteres Mal im Mai.

## Einzelbelege
1. 1 2   Fry et al., S. 7